# Guerra Anti-Lloguer
La Guerra Anti-Lloguer (també coneguda com a Anti-Rent War o Guerra Helderberg) va ser una revolta dels llogaters a l'estat de Nova York entre 1839 i 1845. Els Anti-Renters van declarar la seva independència del sistema senyorial dirigit per patrons, resistint els recaptadors d'impostos i exigint amb èxit la reforma agrària. El conflicte va donar lloc a l'aprovació de lleis que van il·legalitzar les tinences feudals i prohibir els arrendaments de més de 12 anys.

## Esdeveniments
L'incident va començar amb la mort de Stephen Van Rensselaer III el 1839. Van Rensselaer, que va ser descrit com un "propietari indulgent i benèvol" era el patró de la regió en aquell moment. Com a forma de desenvolupar les seves vastes propietats de terra, Van Rensselaer va concedir als llogaters contractes d'arrendament per vida a preus moderats.
Durant la seva vida, quan els llogaters tenien limitacions econòmiques, va preferir acceptar lloguers en forma de béns i serveis en lloc de diners en efectiu, permetre que s'acumulessin els lloguers o acceptar un pagament parcial en lloc de desallotjar-los. No obstant això, els seus contractes d'arrendament també incloïen una disposició de "venda trimestral", que obligava als llogaters que venien els seus lloguers a pagar a Van Rensselaer una quarta part del preu de venda o un lloguer d'un any addicional. Els patrons eren propietaris de totes les terres on vivien els llogaters de la vall de Hudson i utilitzaven aquest sistema d'arrendament feudal per mantenir el control de la regió.
Quan va morir, la seva riquesa s'havia reduït en la recessió econòmica coneguda com el Pànic de 1837, per la qual cosa el testament de Van Rensselaer va ordenar als seus hereus que recaptessin les rendes pendents i els pagaments de la venda d'un quart per aplicar-los als deutes de la seva propietat. Quan els hereus van intentar cobrar, els llogaters que creien que els seus deutes serien perdonats a la mort de Van Renselaer no podien pagar les quantitats exigides, no podien assegurar un calendari de pagament favorable dels hereus i no podien obtenir alleujament als tribunals, per la qual cosa es van revoltar.
La primera reunió massiva d'agricultors que va conduir a la guerra contra el lloguer es va celebrar al cim de les muntanyes Helderberg a Berne, Nova York, el 4 de juliol de 1839. Van emetre una declaració d'independència, prometent: "Agafarem la bola de la Revolució on la van aturar els nostres pares i la rodarem fins a la consumació final de la llibertat i la independència de les masses". Entre les seves tàctiques hi havia la vaga de lloguers, amb llogaters que es neguen a pagar els seus arrendaments tret que els hereus de Van Rensselaer i els altres patrons acordessin un acord negociat.
El desembre de 1839, els Anti-Renters van rebutjar un grup de 500 homes dirigit pel xèrif del comtat d'Albany Michael Artcher i que inclou William Marcy i John Van Buren. El governador William Seward va amenaçar els rebels amb 700 milicians i va aconseguir la seva rendició. Tanmateix, una insurrecció va continuar ardent. Els "indis Calico" disfressats van resistir el desnonament, la recaptació d'impostos i l'aplicació de la llei, de vegades enquitranant i desposseint els seus enemics.
El conflicte va obtenir el suport d'entre 25.000 i 60.000 dels aproximadament 300.000 llogaters del sistema de patroons. El gener de 1845, cent cinquanta delegats d'onze comtats es van reunir a l'església luterana de Sant Pau a Berna per demanar una acció política per reparar els seus greuges.

## Resultats
La guerra contra el lloguer va provocar la creació del Free Soil Party, que va tenir una forta influència en la política de l'estat de Nova York des de 1846 fins a 1851. El governador recentment elegit Silas Wright es va traslladar el 1845 per acabar amb els indis Calico i va impulsar una llei que prohibís les disfresses.
Els judicis als líders de la revolta, acusats d'avalots, conspiració i robatori, es van celebrar el 1845 amb la presidència d'Amasa J. Parker. Entre els advocats hi havia Ambrose L. Jordan, com a principal advocat de la defensa, i John Van Buren, el fiscal general de l'estat, que va dirigir personalment l'acusació. En el primer judici, el jurat no va arribar a cap conclusió i Parker va declarar l'anul·lació del judici. Durant un nou judici el setembre de 1845, els dos advocats van iniciar una baralla a cops de puny en un tribunal obert. Tots dos van ser condemnats pel jutge John W. Edmonds, a "aïllament a la presó del comtat durant 24 hores". En acabar el judici, un acusat, Smith A. Boughton, va ser condemnat a cadena perpètua. Després de l'elecció de John Young com a governador amb el suport dels Anti-Renters, va indultar Boughton.
John Van Steenburgh i Edward O'Connor van ser condemnats a mort a la forca per la seva participació en el tiroteig del subsheriff Osman Steele, un incident que va tenir lloc a la granja de Moses Earle a Andes, Nova York, durant la venda d'un xèrif després que Earle no pogués pagar el seu lloguer. Earle i dos més van ser condemnats a cadena perpètua. Diversos altres van rebre condemnes de presó menors. Posteriorment, el governador Young va commutar les condemnes a mort per cadena perpètua.
La Constitució de Nova York de 1846 va afegir disposicions per als drets dels inquilins, abolint les tinences feudals i prohibint els arrendaments de més de dotze anys. Les mansions restants es van dissoldre ràpidament a mesura que els patrons van vendre les terres.

## Persones implicades
- Smith A. Boughton, líder d'Anti-Rent
- John W. Edmonds, jutge que va presidir els judicis de líders Anti-Rent
- Ambrose L. Jordan, advocat de la defensa en els judicis dels líders Anti-Rent.
- William Marcy, va participar en un grup per posar fi a la insurrecció anti-renter.
- Edward O'Connor, Anti-Renter que va ser condemnat per assassinar el sub xèrif Osman Steele. Va ser condemnat a mort, que després va ser commutada per cadena perpètua.
- Amasa J. Parker, jutge que va presidir els judicis dels líders anti renda,
- William Seward, governador a l'inici de la rebel·lió Anti-Rent que va prendre mesures per acabar-hi.
- John I. Slingerland, legislador estatal i membre del Congrés dels Estats Units, va ser un defensor dels llogaters durant la Guerra Anti-Lloguer.[15]
- John Van Buren, va participar en un grup que va intentar posar fi a la insurrecció Anti-Renter, fiscal als judicis dels líders Anti-Renter.
- Lawrence Van Deusen, president de l'Associació Anti-Lloguer del Comtat d'Albany, Nova York.[16]
- Stephen Van Rensselaer IV, hereu de la mansió de Rensselaerswyck. Els seus esforços per cobrar els lloguers vençuts i la negativa a negociar amb Anti-Renters van ser la causa principal de la disputa.
- John Van Steenburgh, Anti-Renter que va ser condemnat per l'assassinat del sub xèrif Osman Steele. Va ser condemnat a mort, que després va ser commutada per cadena perpètua.
- Silas Wright, un demòcrata que va ser governador abans de John Young, els seus esforços per posar fi a la rebel·lió contra la renda van portar a l'elecció de Young, que era el candidat del Partit Whig.
- John Young, governador després dels judicis dels líders Anti-Rent, concedeix un indult a Smith Boughton i les commutacions als altres participants.